# Razmik Papikyan
 Razmik Papikyan (12 de septiembre de 1999, Ereván, Armenia), luchador armenio de estilo libre,  medallista de plata en el Campeonato de Europa de Suecia Estocolmo 2016.

## Biografía
Razmik Papikyan nació el 12 de septiembre de 1999 en Ereván.
 Razmik Papikyan fue galardonado con el título de Maestro de Deportes por las órdenes pertinentes del Presidente de la República de Armenia y el ministro de Educación y Ciencia de la República de Armenia.
Razmik Papikyan logró su primer gran logro en la arena internacional en 2016 cuando pesó 46 kg en el Campeonato de Europa Sub-18 de Lucha Libre de Estilo Libre en Estocolmo, Suecia.
En 2019, a la edad de 20 años, se convirtió en el ganador de la República de Armenia en la categoría de peso hasta 61 kg en la categoría de peso.
Razmik ha ganado varios concursos internacionales importantes.
Ganador del campeonato de lucha libre 2020 de la República de Armenia en la categoría de peso hasta 61 kg.

## Progreso
Ganador del Campeonato Juvenil de la República de Armenia 2015-2016.
Medallista de plata en el Campeonato de Europa Sub-18 en 2016.
Ganador en los campeonatos juveniles entre juveniles U23 2019.
Ganador del Campeonato de Armenia entre adultos 2019-2020.
Ganador de la 5a Copa del Mundo 2020.